# ラゴウニープロット

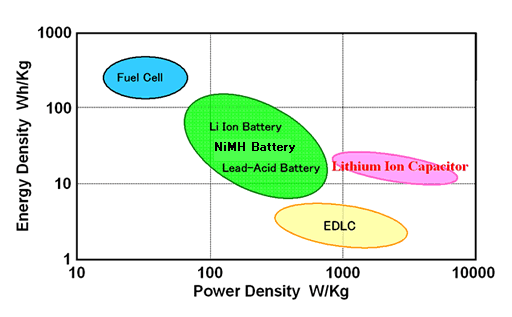
様々なエネルギー貯蔵装置について比出力に対して比エネルギーをプロットしたラゴウニープロット

ラゴウニープロット（英語: Ragone plot）は、様々なエネルギー貯蔵装置のエネルギー密度を比較するために使われるプロットである。ラゴーニプロット、ラゴーンプロット、ラゴンプロットといった表記も見られる。こういったチャートでは、比エネルギーの値（単位はW·h/kg）が比出力（単位はW/kg）に対してプロットされる。両軸ともに対数スケールであり、これによって大きく異なる装置の性能を比較することができる。ラゴウニープロットは重量エネルギー密度に関する情報を明らかにするが、容量エネルギー密度に関する詳細は示していない。
ラゴウニープロットは最初は電池の性能を比較するために使われた。しかしながら、いかなるエネルギー貯蔵装置、そしてエンジン、ガスタービン、燃料電池といったエネルギー装置の比較にも適している。名称はデイヴィッド・V・ラゴウニーに因む。
概念的には、縦軸は単位重量当たりどのくらいのエネルギーが利用可能であるかを表わしており、横軸はどのくらい素早くエネルギーを伝達することができるかを示している。
装置をその定格出力で動作させることができる時間（単位は時間h）は比エネルギー（縦軸）と比出力（横軸）との間の比として与えられる。これは装置の全体のスケールにかかわらず成り立つ。その結果として、ラゴウニープロットにおける等値線は直線となる。